# Jörg Oberste
Jörg Oberste (* 13. September 1967) ist ein deutscher Historiker.
Jörg Oberste studierte Geschichte, Germanistik und Romanistik an der Universität Münster. Er wurde bei Gert Melville promoviert mit der Arbeit Visitation und Ordensorganisation. Ab 1994 war er Wissenschaftlicher Assistent am Lehrstuhl für Mittelalterliche Geschichte an der Technischen Universität Dresden. In Dresden war er am Sonderforschungsbereich 537 „Institutionalität und Geschichtlichkeit“ im Projekt „Institutionelle Strukturen religiöser Orden“ tätig. 2000/2001 erfolgte an der TU Dresden die Habilitation zum Thema Religiosität und sozialer Aufstieg städtischer Eliten im hohen Mittelalter. Oberste lehrt seit dem Wintersemester 2004/05 als Professor für Mittelalterliche Geschichte und Historische Hilfswissenschaften an der Universität Regensburg.
Seine Forschungsschwerpunkte sind die Ordensforschung, die spätmittelalterliche Stadtgeschichte, die hoch- und spätmittelalterlichen Wirtschaftstheorien, die Kreuzzüge und die Geschichte der Häresien. Oberste arbeitete über die Religiosität städtischer Eliten in Toulouse im 12. und 13. Jahrhundert. Er legte 2003 eine Darstellung über den Albigenserkreuzzug vor. Oberste gilt als einer der besten Kenner der Ordensgeschichte der Zisterzienser. Im Jahr 2014 veröffentlichte er einen Überblick über die Geschichte dieses Ordens von den Anfängen bis heute. Der Erfolg der Zisterzienser liegt nach Oberste im „Zusammenspiel von charismatischer Sendung und rationaler Planung.“

## Schriften (Auswahl)
Monographien
- Visitation und Ordensorganisation. Formen sozialer Normierung, Kontrolle und Kommunikation bei Cisterziensern, Prämonstratensern und Cluniazensern (12.– frühes 14. Jahrhundert) (= Vita regularis. Band 2). Lit, Münster 1996, ISBN 3-8258-2587-6 (Zugleich: Münster (Westfalen), Universität, Dissertation, 1995/96).
- Zwischen Heiligkeit und Häresie. Religiosität und sozialer Aufstieg in der Stadt des hohen Mittelalters (= Norm und Struktur. Band 17). 2 Bände. Böhlau, Köln u. a. 2003, ISBN 3-412-16002-4 (Band 1: Städtische Eliten in der Kirche des hohen Mittelalters), ISBN 3-412-16102-0 (Band 2: Städtische Eliten in Toulouse) (Zugleich: Dresden, Technische Universität, Habilitations-Schrift, 2001).
- Der „Kreuzzug“ gegen die Albigenser. Ketzerei und Machtpolitik im Mittelalter. Wissenschaftliche Buchgesellschaft/Primus, Darmstadt 2003, ISBN 3-89678-464-1.
- Ketzerei und Inquisition im Mittelalter. Wissenschaftliche Buchgesellschaft, Darmstadt 2007, ISBN 3-534-15576-9.
- Der Schatz der Nibelungen. Mythos und Geschichte. TV-Begleitbuch zur gleichnamigen ARD-Reihe. Lübbe, Bergisch Gladbach 2008, ISBN 978-3-7857-2318-0.
- Die Zisterzienser (= Kohlhammer-Urban-Taschenbücher. Band 744). Kohlhammer, Stuttgart 2014, ISBN 3-17-022142-6.
- Die Geburt der Metropole. Städtische Räume und soziale Praktiken im mittelalterlichen Paris. Schnell + Steiner, Regensburg 2018, ISBN 978-3-7954-3173-0.

Herausgeberschaften
- Kommunikation in mittelalterlichen Städten (= Forum Mittelalter: Studien. Band 3). Schnell + Steiner, Regensburg 2007, ISBN 978-3-7954-2018-5.
- Repräsentationen der mittelalterlichen Stadt (= Forum Mittelalter: Studien. Band 5). Schnell + Steiner, Regensburg 2008, ISBN 978-3-7954-2101-4.
- mit Sabine Reichert: Stadtgeschichte(n). Erinnerungskulturen der vormodernen Stadt (= Forum Mittelalter. Band 14). Schnell + Steiner, Stuttgart 2017, ISBN 978-3-7954-3275-1.